# Маркулешти (Јаломица)
Маркулешти (рум. Mărculești) насеље је у Румунији у округу Јаломица у општини Маркулешти. Oпштина се налази на надморској висини од 18 m.

## Становништво
Према подацима из 2002. године у насељу је живело 1642 становника, од којих су сви румунске националности.